# HMB (banda)

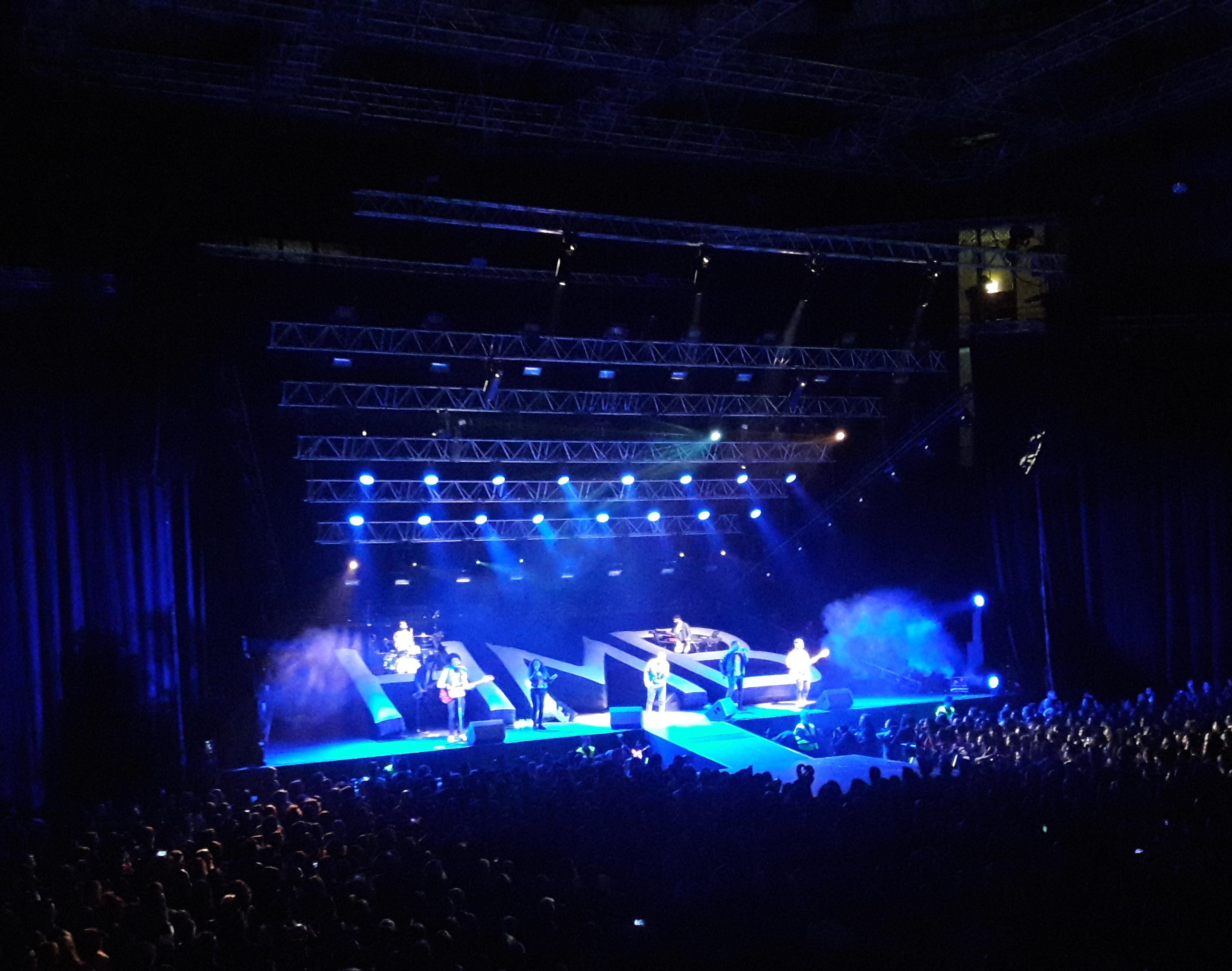
Concerto de 10 anos dos HMB no Campo Pequeno, a 24 de fevereiro de 2018

HMB (sigla para "Héber Marques Band”) é uma banda portuguesa de soul e funk, em atividade desde 2007. É constituída por Héber Marques (vocalista), Fred Martinho (guitarrista), Daniel Lima (teclista), Joel Silva (baterista) e Joel Xavier (baixista). Todos os temas lançados pela banda são cantados em português. 
Estiveram nomeados para o prémio Best Portuguese Act nas edições de 2014, 2016 e 2017 dos MTV Europe Music Awards. Os HMB venceram o prémio de Melhor Música na edição de 2017 dos Globos de Ouro, com o tema "O Amor É Assim" - que conta com a participação vocal de Carminho -, assim como o prémio de Melhor Grupo na edição de 2018 do mesmo evento.
Entre março e julho de 2017, Héber Marques participou como jurado em Just Duet; O Dueto Perfeito, um concurso da SIC.
"Naptel Xulima" (2015) - o segundo single do segundo álbum da banda, Sente - entrou numa campanha da Fox Life Portugal alusiva ao verão em 2015. Em 2017, foi a vez de "Não Me Leves a Mal" - terceiro single de +, terceiro álbum dos HMB -  entrar numa campanha publicitária, desta feita para o iogurte líquido Corpos Danone. O anúncio foi protagonizado pela atriz Jessica Athayde. Já "Paixão", tema de 2017, foi utilizado no genérico da telenovela do mesmo nome.
Pertenceram à primeira geração de bandas residentes dos Nirvana Studios.

## Discografia
Álbuns de estúdioː
| Álbum                       | Ano  | Editora              | Melhor posição na tabela de álbuns portuguesa | Lista de musicas |
| --------------------------- | ---- | -------------------- | --------------------------------------------- | --- |
| HMB                         | 2012 | Farol                | 14                                            | Pela Manhã (Intro), Dia D, CDQP, Essa Saudade de Ti, Forças Opostas, 7 Vidas, Dia Memorável, Não Me Deixes Partir, 1 Motivo, Stereoh, Sabe Bem, Interlúdio                                                                |
| Sente                       | 2014 | Farol                | 12                                            | Feeling (com Da Chick), Naptel Xulima (com Enoque), Sorri Para Mim, Super Ego, Tudo Muda, Só Nós Os Dois, Talvez, Sei Onde Vou, Tu E Eu, Lado Certo Do Peito, Tua Maneira, Dillaema, Como Eu (DJ Ride Rework), Sente, Fim |
| +                           | 2017 | Naptel Records, Sony | 2                                             | Vai ou Racha, Não Me Leves a Mal, O Amor é Assim (com Carminho), Estrela Brilha (com Emicida), Frágil, Tanto Me Faz, Peito, Acelerou, Violeta, Sabes a Pouca, Mais                                                        |
| Melodramático               | 2020 | Naptel Records, Sony | 36                                            | SOS (com Papillon e Dino D'Santiago), Melodramático, Perder Tempo (com Inês Castel-Branco), Dúvidas, Não Dói Nada, Dor de Cabeça, Piri Piri na Língua, Roda Viva, Não Te Esqueci, Momento, Festa Lá no Céu                |
| Neste Deserto Nasceu Flores | 2024 | Naptel Records       |                                               | |

Álbuns ao vivo
| Álbum                                   | Ano  | Editora        |
| --------------------------------------- | ---- | -------------- |
| Live at the National Theatre of Namibia | 2016 | Naptel Records |